# Liriomyza gudmanni
Liriomyza gudmanni är en tvåvingeart som beskrevs av Erich Martin Hering 1928. Liriomyza gudmanni ingår i släktet Liriomyza och familjen minerarflugor.
Artens utbredningsområde är Danmark. Arten har ej påträffats i Sverige. Inga underarter finns listade i Catalogue of Life.